# Justicia polyneura
Justicia polyneura är en akantusväxtart som beskrevs av Imlay. Justicia polyneura ingår i släktet Justicia och familjen akantusväxter. Inga underarter finns listade i Catalogue of Life.